# AEGON International 2012 - Qualificazioni singolare femminile
Le qualificazioni del singolare femminile dell'AEGON International 2012 sono state un torneo di tennis preliminare per accedere alla fase finale della manifestazione. I vincitori dell'ultimo turno sono entrati di diritto nel tabellone principale. In caso di ritiro di uno o più giocatori aventi diritto a questi sono subentrati i lucky loser, ossia i giocatori che hanno perso nell'ultimo turno ma che avevano una classifica più alta rispetto agli altri partecipanti che avevano comunque perso nel turno finale.

## Giocatrici

### Teste di serie
1. Varvara Lepchenko (secondo turno)
2. Anna Tatišvili (secondo turno)
3. Stéphanie Foretz Gacon (secondo turno)
4. Elena Vesnina (qualificata)

1. Irina Falconi (Assente, rimasta a giocare la fase finale a Birmingham)
2. Elena Baltacha (ritirata, secondo turno)
3. Andrea Hlaváčková (ultimo turno)
4. Vera Duševina (primo turno)

### Qualificate
1. Laura Robson
2. Stéphanie Dubois

1. Gréta Arn
2. Elena Vesnina

## Tabellone qualificazioni

### Sezione 1
|  | Primo turno       | Primo turno       | Primo turno       | Primo turno | Primo turno |  |  | Secondo turno | Secondo turno     | Secondo turno     | Secondo turno  | Secondo turno |   |   | Ultimo turno      | Ultimo turno      | Ultimo turno      | Ultimo turno | Ultimo turno |  |
|  |                   |                   |                   |             |             |  |  |               |                   |                   |                |               |   |   |                   |                   |                   |              |              |  |
|  |                   |                   |                   |             |             |  |  |               |                   |                   |                |               |   |   |                   |                   |                   |              |              |  |
|  |                   |                   |                   |             |             |  |  | 1             | Varvara Lepchenko | Varvara Lepchenko | 63             | 3             |   |   |                   |                   |                   |              |              |  |
|  | Bojana Jovanovski | Bojana Jovanovski | Bojana Jovanovski | 6           | 6           |  |  |               | Bojana Jovanovski | Bojana Jovanovski | 7              | 6             |   |   |                   |                   |                   |              |              |  |
|  | Alberta Brianti   | Alberta Brianti   | Alberta Brianti   | 1           | 4           |  |  |               |                   |                   |                |               |   |   | Bojana Jovanovski | Bojana Jovanovski | Bojana Jovanovski | 2            | 3            |  |
|  |                   | Laura Robson      | Laura Robson      | 6           | 6           |  |  |               |                   | Laura Robson      | Laura Robson   | Laura Robson  | 6 | 6 |                   |                   |                   |              |              |  |
|  | WC                | Daneika Borthwick | Daneika Borthwick | 2           | 2           |  |  |               | Laura Robson      | Laura Robson      | Laura Robson   | w/o           |   |   |                   |                   |                   |              |              |  |
|  |                   | Chang Kai-chen    | Chang Kai-chen    | 5           | 2           |  |  | 6/WC          | Elena Baltacha    | Elena Baltacha    | Elena Baltacha |               |   |   |                   |                   |                   |              |              |  |
|  | 6/WC              | Elena Baltacha    | Elena Baltacha    | 7           | 6           |  |  |               |                   |                   |                |               |   |   |                   |                   |                   |              |              |  |

### Sezione 2
|  | Primo turno          | Primo turno          | Primo turno          | Primo turno | Primo turno |  |  | Secondo turno | Secondo turno     | Secondo turno     | Secondo turno     | Secondo turno     |    |   | Ultimo turno | Ultimo turno     | Ultimo turno     | Ultimo turno | Ultimo turno |  |
|  |                      |                      |                      |             |             |  |  |               |                   |                   |                   |                   |    |   |              |                  |                  |              |              |  |
|  |                      |                      |                      |             |             |  |  |               |                   |                   |                   |                   |    |   |              |                  |                  |              |              |  |
|  |                      |                      |                      |             |             |  |  | 2             | Anna Tatišvili    | 6                 | 5                 | 2                 |    |   |              |                  |                  |              |              |  |
|  | Edina Gallovits-Hall | Edina Gallovits-Hall | Edina Gallovits-Hall | 4           | 2           |  |  |               | Stéphanie Dubois  | 4                 | 7                 | 6                 |    |   |              |                  |                  |              |              |  |
|  | Stéphanie Dubois     | Stéphanie Dubois     | Stéphanie Dubois     | 6           | 6           |  |  |               |                   |                   |                   |                   |    |   |              | Stéphanie Dubois | Stéphanie Dubois | 7            | 7            |  |
|  | WC                   | Lisa Whybourn        | Lisa Whybourn        | 1           | 2           |  |  |               |                   | 7                 | Andrea Hlaváčková | Andrea Hlaváčková | 67 | 5 |              |                  |                  |              |              |  |
|  |                      | Sania Mirza          | Sania Mirza          | 6           | 6           |  |  |               | Sania Mirza       | Sania Mirza       | 3                 | 3                 |    |   |              |                  |                  |              |              |  |
|  |                      | Emily Webley-Smith   | 7                    | 3           | 2           |  |  | 7             | Andrea Hlaváčková | Andrea Hlaváčková | 6                 | 6                 |    |   |              |                  |                  |              |              |  |
|  | 7                    | Andrea Hlaváčková    | 63                   | 6           | 6           |  |  |               |                   |                   |                   |                   |    |   |              |                  |                  |              |              |  |

### Sezione 3
|  | Primo turno     | Primo turno            | Primo turno            | Primo turno     | Primo turno |  |  | Secondo turno   | Secondo turno          | Secondo turno   | Secondo turno | Secondo turno |   |   | Ultimo turno | Ultimo turno | Ultimo turno | Ultimo turno | Ultimo turno |  |
|  |                 |                        |                        |                 |             |  |  |                 |                        |                 |               |               |   |   |              |              |              |              |              |  |
|  | 3               | Stéphanie Foretz Gacon | Stéphanie Foretz Gacon | 6               | 6           |  |  |                 |                        |                 |               |               |   |   |              |              |              |              |              |  |
|  |                 | Klaudia Jans-Ignacik   | Klaudia Jans-Ignacik   | 3               | 2           |  |  | 3               | Stéphanie Foretz Gacon | 6               | 62            | 1             |   |   |              |              |              |              |              |  |
|  | WC              | Natalie Grandin        | Natalie Grandin        | Natalie Grandin |             |  |  | WC              | Jade Windley           | 4               | 7             | 6             |   |   |              |              |              |              |              |  |
|  | WC              | Jade Windley           | Jade Windley           | Jade Windley    | w/o         |  |  |                 |                        |                 |               |               |   |   | WC           | Jade Windley | Jade Windley | 2            | 0            |  |
|  | Paula Ormaechea | Paula Ormaechea        | 65                     | 7               | 7           |  |  |                 |                        |                 | Gréta Arn     | Gréta Arn     | 6 | 6 |              |              |              |              |              |  |
|  | Alicja Rosolska | Alicja Rosolska        | 7                      | 64              | 63          |  |  | Paula Ormaechea | Paula Ormaechea        | Paula Ormaechea | 3             | 64            |   |   |              |              |              |              |              |  |
|  |                 | Gréta Arn              | Gréta Arn              | 7               | 6           |  |  | Gréta Arn       | Gréta Arn              | Gréta Arn       | 6             | 7             |   |   |              |              |              |              |              |  |
|  | 8               | Vera Duševina          | Vera Duševina          | 5               | 3           |  |  |                 |                        |                 |               |               |   |   |              |              |              |              |              |  |

### Sezione 4
|  | Primo turno   | Primo turno         | Primo turno | Primo turno | Primo turno |  |  | Secondo turno        | Secondo turno        | Secondo turno        | Secondo turno | Secondo turno |  |  | Ultimo turno | Ultimo turno  | Ultimo turno  | Ultimo turno  | Ultimo turno |  |
|  |               |                     |             |             |             |  |  |                      |                      |                      |               |               |  |  |              |               |               |               |              |  |
|  | 4             | Elena Vesnina       | 6           | 3           | 6           |  |  |                      |                      |                      |               |               |  |  |              |               |               |               |              |  |
|  |               | Tamarine Tanasugarn | 3           | 6           | 2           |  |  | 4                    | Elena Vesnina        | Elena Vesnina        | 6             | 6             |  |  |              |               |               |               |              |  |
|  | Johanna Konta | Johanna Konta       | 3           | 6           | 7           |  |  |                      | Johanna Konta        | Johanna Konta        | 3             | 2             |  |  |              |               |               |               |              |  |
|  | Naomi Broady  | Naomi Broady        | 6           | 1           | 64          |  |  |                      |                      |                      |               |               |  |  | 4            | Elena Vesnina | Elena Vesnina | Elena Vesnina | w/o          |  |
|  |               |                     |             |             |             |  |  |                      |                      |                      | Mirjana Lučić |               |  |  |              |               |               |               |              |  |
|  |               |                     |             |             |             |  |  | Mariana Duque-Mariño | Mariana Duque-Mariño | Mariana Duque-Mariño | 2             | 2             |  |  |              |               |               |               |              |  |
|  |               |                     |             |             |             |  |  | Mirjana Lučić        | Mirjana Lučić        | Mirjana Lučić        | 6             | 6             |  |  |              |               |               |               |              |  |
|  |               |                     |             |             |             |  |  |                      |                      |                      |               |               |  |  |              |               |               |               |              |  |